# Tíbor Gécsek
Tíbor Gécsek, född den 22 september 1964 i Szentgotthárd, Folkrepubliken Ungern, är en ungersk före detta friidrottare som tävlade i släggkastning.
Gécseks första stora final var VM-finalen 1987 då han slutade sjua. Han var i final vid Olympiska sommarspelen 1988 och blev då sexa. Vid EM 1990 blev han silvermedaljör efter Igor Astapkovitj. Vid såväl VM 1991 som vid Olympiska sommarspelen 1992 slutade han fyra. 
Däremot blev han bronsmedaljör vid både VM 1993 och 1995. Under 1995 stängdes han av för dopingbrott och var tillbaka till EM 1998 då han blev guldmedaljör efter ett kast på 82,87. Han blev sedan fyra vid VM 1999 i Sevilla. 
Vid Olympiska sommarspelen 2000 var han i final och slutade då sjua. Vid VM 2001 blev han åtta och hans sista stora final var EM 2002 då han slutade på en sjätte plats. 
2002 valdes han till vicepresident i ungerska friidrottsförbundet.

## Personliga rekord
- Släggkastning - 83,68 meter